# Frauenoffensive
Der Verlag Frauenoffensive war ein autonomer feministischer Buchverlag mit Sitz in München und der erste Frauenbuchverlag im deutschsprachigen Raum. Zentrale Themen des Verlagsprogramms waren feministische Philosophie, Spiritualität und Matriarchatsforschung.

## Geschichte
Der Verlag entstand im Zuge der sich formierenden neuen Frauenbewegung in Westdeutschland aus der Reihe Frauenoffensive im Trikont-Verlag,  unter der ab 1974 eine Gruppe von 18 Münchener Feministinnen Texte herausgaben. Etablierte Medien nahmen die Gründung zunächst mit Argwohn auf. Die FAZ z. B. sprach dem Verlag 1975 bei seinem ersten Auftritt auf der Frankfurter Buchmesse noch eine Aussicht auf größeren Einfluss ab und schrieb: Durch die „Feindseligkeit und Ablehnung gegen alles Männliche“ komme die Initiative einer „Sekte“ gleich, „die ein Häuflein Gleichgesinnter sammelt und tröstet“. Der Spiegel begann seinen Artikel mit den Worten „Kein Mann soll den Raum betreten dürfen …“. 1975 nahm der Verlag mit „Feminismus oder Tod“ eine Abhandlung von Françoise d’Eaubonne, in der sie die „Männerherrschaft“ für die Zerstörung der Natur verantwortlich machte, in ihr Programm auf und legte sie in der Folge mehrfach auf. 
Mit der Publikation von Verena Stefans Buch Häutungen, das zum Bestseller oder gemäß Worten von Bayern 2 zu „einer Bibel der noch neuen Bewegung“ wurde, erlangte der Verlag 1975 finanzielle Eigenständigkeit. Schon ein halbes Jahr später schrieb Der Spiegel von „beachtenswertem Geländegewinn“. Seit seiner Gründung erschienen bei Frauenoffensive über 350 Titel deutscher und internationaler Autorinnen. Ein „Journal Frauenoffensive“ genanntes und 1974 (noch bei Trikont) erstmals erschienenes Magazin, das Texte der Frauenbewegung aus dem In- und Ausland zügig an die Leserinnen bringen sollte, wurde allerdings 1978 nach der zwölften Ausgabe wieder eingestellt.
Bekannte bei Frauenoffensive verlegte Autorinnen waren Luisa Francia, Mary Daly, Monique Wittig, Angelika Aliti, Erika Wisselinck, Senta Trömel-Plötz, Anja Meulenbelt, Ilse Kokula (als Ina Kucuk) und Christa Reinig.
1989 formierte sich das Verlagskollektiv reduziert auf fünf Gesellschafterinnen neu. Gerlinde Kowitzke übernahm die Geschäftsführung, Hilke Schläger das Lektorat und Sylvia Kohlstadt den Vertrieb. In der Wendezeit organisierte der Verlag gemeinsam mit dem Unabhängigen Frauenverband der DDR den ersten gesamtdeutschen „Ost-West-Frauenkongress“ vom 27.–29. April 1990, an dem rund 2.000 Frauen teilnahmen.
1996 wurde Frauenoffensive mit dem Anita-Augspurg-Preis der Stadt München ausgezeichnet. Auf der Frankfurter Buchmesse 2003 erhielt der Verlag die Auszeichnung Bücherfrau des Jahres von BücherFrauen e. V.
2016 wurde der Verlag aufgelöst.